# Erényi Nándor
Erényi Nándor (Sátoraljaújhely, 1879. május 1. – Budapest, Terézváros, 1937. február 17.) magyar újságíró, író, lapszerkesztő.

## Élete
Erényi Jakab (1842–1887) ügyvéd és Ganzler Jozefa (1855–1939) fia. Középiskoláit szülővárosában végezte. A Budapesti Tudományegyetem Jog- és Államtudományi Karán jogi végzettséget szerzett. Már egyetemi hallgatóként munkatársa lett a Magyar Géniusznak, majd szerkesztője a Fővárosi Lapoknak. Húsz évesen jelentős örökséghez jutott és három évig külföldi tanulmányúton volt Londonban és Párizsban, ahol színházi kérdésekkel foglalkozott. Hazatérése után 1903 és 1910 között a Pesti Napló, 1910–11-ben a Világ, 1913–14-ben a Budapesti Hírlap című lapok színikritikusa volt. 1911-től haláláig a Márkus József által alapított Magyar Színpad című műsorújságot szerkesztette. Az Estnek is belső munkatársa volt, az 1930-as években a színházi rovatot szerkesztette. Halálát agydaganat okozta.

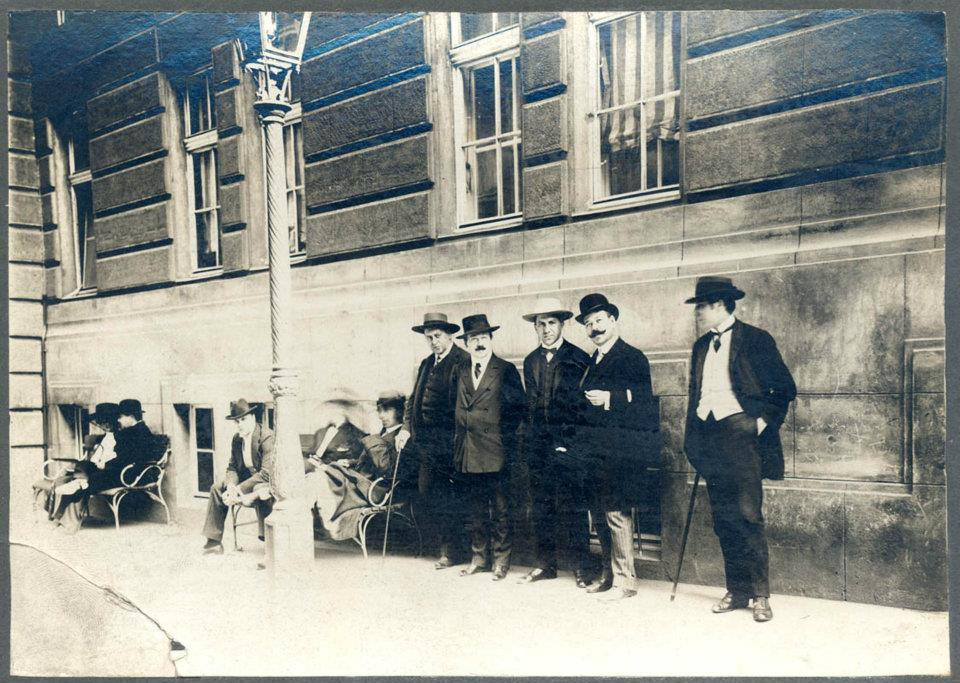
A Vígszínház előtt. Középen állnak: Heltai Jenő, Faludi Jenő, Erényi Nándor és Faludi Miklós. Budapest, 1905.

A Fiumei úti sírkertben, a 42. parcellában volt sírját felszámolták.

## Családja
Házastársa Guttmann Lujza Mária Anna volt, Guttmann Alajos és Hupuczi Ráhel lánya, akit 1904. július 16-án Budapesten, az Erzsébetvárosban vett feleségül.
Fiai:
- Erényi László (1904–1952)[10] fővárosi tisztviselő, s felesége Salgó Sára
- Erényi András, 1939-ig az Athenaeum cégvezetője.

Anyai nagyszülei dr. Ganzler Lajos (1819–1897) orvos, Zemplén vármegye törvényhatósági bizottságának tagja és Kornstein Terézia voltak.